# Кипп, Карл Августович
Карл Августович Кипп (30 октября (11 ноября) 1865 года, Санкт-Петербург — 26 марта 1925 года, Москва) — музыкальный педагог, пианист, профессор Московской консерватории.

## Биография
Родился в 1865 году, при рождении получил имя Людвиг Карл Август.
Учиться музыке начал в Минске, где получил среднее образование. В 1880 году поступил в Московскую консерваторию в класс Павла Августовича Пабста. Через год продолжил обучение у Эдуарда Леопольдовича Лангера, а затем в старших классах вернулся к Пабсту, получившему должность профессора. Окончил консерваторию в 1888 году.
Трудовую деятельность начал в Тамбове, где преподавал в Тамбовском отделении Императорского Русского музыкального общества и выступал как пианист. В 1892 году вернулся в Московскую консерваторию в качестве педагога фортепиано младших классов. В 1909 году стал профессором и до 1925 года работал со старшими классами. Среди учеников Киппа, которых было более трёхсот, — В. Н. Аргамаков, А. Арсеньев, Л. А. Барабейчик, Н. Баратова, В. В. Брайнина, Ю. В. Брюшков, Н. А. Дауге, А. Б. Дьяков, В. Епанешникова, В. Задерацкий, Е. Н. Калашникова (Петрова), П. А. Ламм, Л. Г. Лукомский, М. Н. Мейчик, А. Михальчи, Н. А. Орлов, Л. П. Орлова, Т. В. Островская, Н. В. Отто, Л. А. Половинкин, Г. П. Прокофьев, М. Р. Раухвергер, Е. Славинская, Т. Петрушевская (Руденко), А. В. Шацкес, Б. Л. Яворский. Помимо преподавания в консерватории, Кипп давал частные уроки, работал в Усачевско-Чернявском училище, Екатерининском институте, Народной консерватории и Техникуме имени Глазунова
Педагогическая деятельность Киппа характеризовалась индивидуальным подходом к ученику, и широчайшим спектром материала, используемого в обучении. Наибольший авторитет он завоевал как преподаватель младших классов, где ему удавалось работать с учениками любого уровня и подготовки, максимально развивая их фортепианную технику. Немаловажен был и собственный пример Киппа, всё время посвящавшего оттачиванию собственного мастерства и педагогической работе.
В Москве Кипп продолжил давать концерты, но выступал в основном в узком кругу. Одним из ярких выступлений стало исполнение 9 декабря 1907 года Концерта для фортепиано с оркестром d-moll Моцарта. Критики отметили прекрасную технику пианиста и высокую музыкальность исполнения. Однако в его игре находили некоторую однообразность звука, а в качестве источника вдохновения называли американо-польского пианиста Иосифа Гофмана.

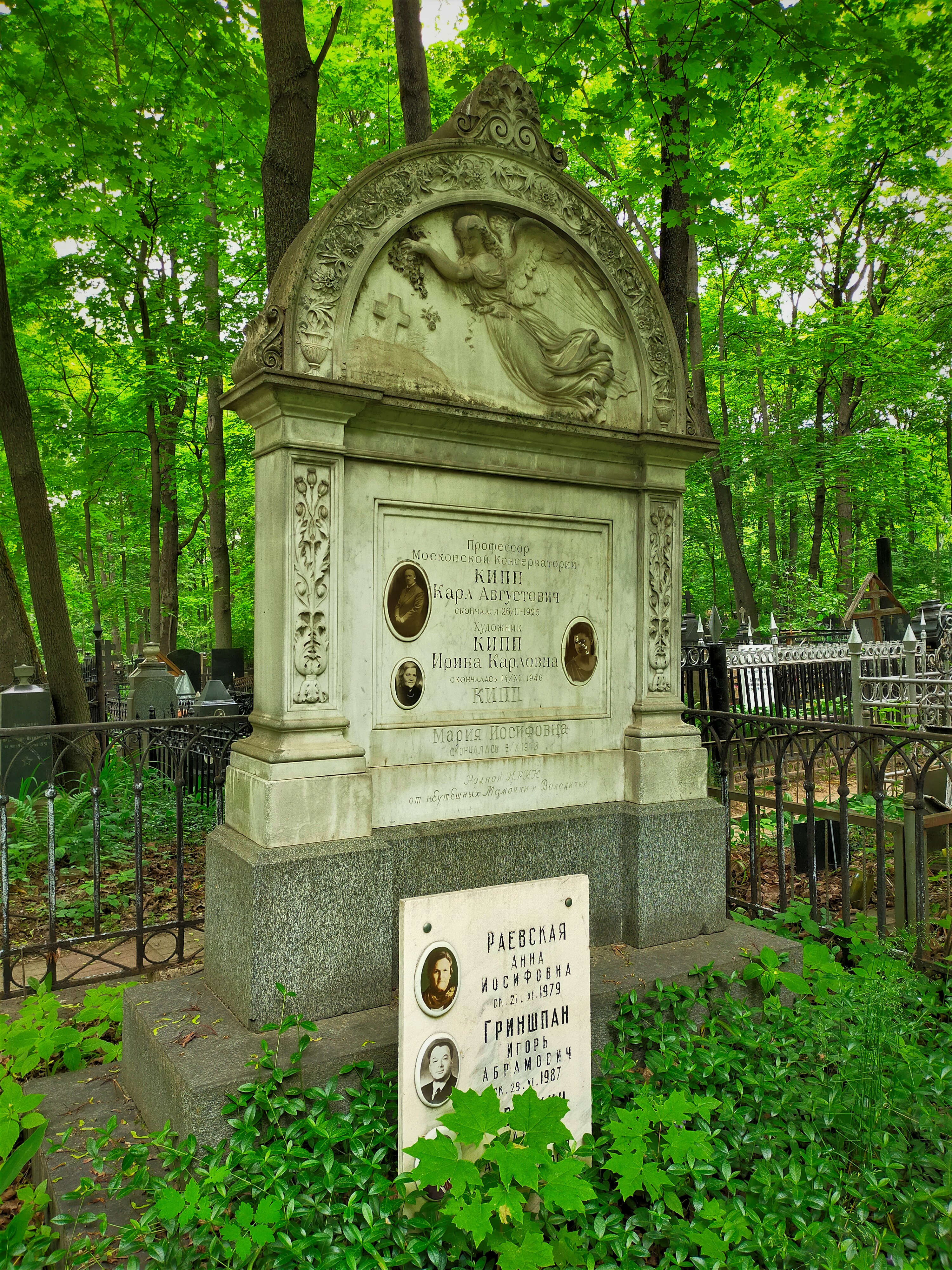
Могила К. А. Киппа на Введенском кладбище

Скончался 26 марта 1925 года, похоронен на Введенском кладбище (6 участок).

### Семья
- Жена — Мария Иосифовна Кипп (урождённая Николаевская, 1890—1973), певица[7].
- Дочь — Ирина Карловна Кипп (1914—1946), художник-график[8].